# Michael Leonhart
Michael Leonhart (21 april 1974) is een Amerikaanse jazztrompettist en multi-instrumentalist.

## Biografie
In 1992 werd de 17-jarige Leonhart geëerd met de eerste Grammy Award voor uitmuntende middelbare schoolmuzikant in de Verenigde Staten (hij ging naar de Fiorello H. LaGuardia High School). Hij was de jongste Grammy-ontvanger tot nu toe. In februari van hetzelfde jaar noemde ABC World News hem «Persoon van de Week». Leonhart trad op met Steely Dan sinds 1996 en nam met hen twee albums op, waaronder het Grammy-winnende album van het jaar Two Against Nature uit 2000, waarop hij een prominente solist, arrangeur en dirigent was. In 2012 co-produceerde hij het vierde soloalbum Sunken Condos van Donald Fagen.
Hij nam met Yoko Ono op als lid van The Plastic Ono Band in 2009 op haar album Between My Head and the Sky en opnieuw in 2013 op haar album Take Me to the Land of Hell. Hij speelde met Monkey House op de twee albums Headquarters (2012) en Left (2016).
In 2015 werkte hij samen met de Antibalas en The Dap-Kings hoornsecties, Mark Ronson en Bruno Mars om Uptown Funk en andere nummers op het album Uptown Special op te nemen (2015).
Hij heeft ook samengewerkt met A Tribe Called Quest, John Barry, Blonde Redhead, James Brown, Busta Rhymes, David Byrne, Mos Def, DJ Spooky, Brian Eno, Bill Frisell, Levon Helm, Lenny Kravitz, Arto Lindsay, Henry Mancini, Arif Mardin en Wynton Marsalis, Michael McDonald, Bobby McFerrin, Natalie Merchant, Q-Tip, Raekwon, Bonnie Raitt, Skizm, Slash, Steven Tyler, Caetano Veloso en Bill Withers.

## Michael Leonhart & de Avramina 7
Na meer dan veertig opnamen als huistrompettist voor Truth en Soul Records, bracht het in Brooklyn gevestigde funk- en soullabel het heavy-funk conceptalbum Seahorse and the Storyteller van Leonhart uit in 2009.

## Privéleven
Michael Leonhart is de zoon van jazzbassist Jay Leonhart en de broer van zangeres Carolyn Leonhart.

## Discografie

### Als leader
- 1995: Aardvark Poses (Sunnyside Records)
- 1997: Glub Glub Vol. 11 (Sunnyside)
- 2002: Slow (Sunnyside)
- 2005: The Suzy Lattimore EP (self-released)
- 2006: The Ballad of Minton Quigley (zelf uitgebracht)
- 2008: Hotel Music (St. Ives)
- 2010: Seahorse & the Storyteller (Truth and Soul Records)
- 2018: The Painted Lady Suite (Sunnyside)
- 2019: Suite Extracts Vol. 1 (Sunnyside)

### Als sideman en gast
Met Vinicius Cantuaria
- 1996: Sol Na Cara (Gramavision)
- 1998: Tucuma (Verve)
- 2001: Vinicius (Transparent)
- 2004: Horse and Fish (Rykodisc)
- 2007: Cymbals (Naive)

Met Jay Leonhart
- 1988: The Double Cross (Sunnyside)
- 2001: Galaxies and Planets (Sons of Sound)
- 2002: Rodgers & Leonhart (Sons of Sound)

Met anderen
- 1996: Per Husby, If You Could See Me Now (Gemini)
- 1999: Arto Lindsay, Prize (Righteous Babe)
- 1999: Mauro Refosco, Seven Waves (MA)
- 2000: Steely Dan, Two Against Nature (Reprise)
- 2003: Steely Dan, Everything Must Go (Reprise)
- 2003: Steve Tyrell, This Guy's in Love (Columbia)
- 2005: El Michels Affair, Sounding Out the City (Fastlife)
- 2006: Alice Smith, For Lovers, Dreamers & Me (BBE)
- 2008: Sharleen Spiteri, Melody (Mercury)
- 2008: Walt Weiskopf, Day in Night Out (Criss Cross)
- 2009: Ben Sidran, Dylan Different (Microcoscmo Dischi)
- 2009: El Michels Affair, Enter the 37th Chamber (Fat Beats)
- 2009: Lee Fields, My World (Truth & Soul)
- 2009: The Whitefield Brothers, In the Raw (Now-Again)
- 2009: They Might Be Giants, Here Comes Science (Disney Sound/Idlewild)
- 2010: Aloe Blacc, Good Things (Stones Throw)
- 2010: Natalie Merchant, Leave Your Sleep (Nonesuch)
- 2010: Nikki Yanofsky, Nikki (Decca)
- 2010: Sharon Jones & the Dap-Kings, I Learned the Hard Way (Daptone)
- 2010: Yuka Honda, Heart Chamber Phantoms (Tzadik)
- 2011: Jens Lekman, An Argument with Myself (Secretly Canadian)
- 2011: Mark Bacino, Queens English (DreamCrush)
- 2011: Paul Brill, Breezy (Scarlet Shame)
- 2011: Shawn Lee, World of Funk (Ubiquity)
- 2011: The Ghost of a Saber Tooth Tiger, La Carotte Bleue (Chimera)
- 2012: Donald Fagen, Sunken Condos (Reprise)
- 2012: Martha Wainwright, Come Home to Mama (Cooperative)
- 2012: Rufus Wainwright, Out of the Game (Decca)
- 2012: Lee Fields, Faithful Man (Truth & Soul)
- 2014: Cibo Matto, Hotel Valentine (Chimera)
- 2015: Geoff Zanelli and Mark Ronson, Mortdecai (La-La Land)
- 2015: Mark Ronson, Uptown Special (Columbia)
- 2015: Sachal Vasandani, Slow Motion Miracles (Okeh)
- 2016: Nels Cline, Lovers
- 2017: Blonde Redhead, 3 O'Clock (Ponderosa)
- 2017: Michael McDonald, Wide Open (BMG)
- 2017: Peter Cincotti, Long Way from Home
- 2018: Leo Sidran, Cool School (Bonsai Music)
- 2018: Tom Odell, Jubilee Road (Columbia)
- 2019: The Hold Steady, Thrashing Thru the Passion (Frenchkiss)

- Library of Congress Control Number: no99028697
- MusicBrainz: 0438dfba-84aa-4cae-832b-f449ced42985
- Nationale Bibliotheek van Israël: 987010984311905171
- Système universitaire de documentation: 179329294
- Virtual International Authority File: 2098138
- WorldCat: E39PBJmhPgH3PPGJwwd8dQKmVC